# 5798 Барнетт
5798 Барнетт (5798 Burnett) — астероїд головного поясу, відкритий 13 вересня 1980 року.
Тіссеранів параметр щодо Юпітера — 3,405.